# カール・ダニエルズ
カール・ダニエルズ（Carl Daniels、1970年8月26日 - ）は、アメリカ合衆国の元プロボクサー。ミズーリ州セントルイス出身。 元WBA世界スーパーウェルター級王者。

## 来歴
1988年11月1日、プロデビュー。
1990年9月10日、ブリッジトンのヘンリー・ビル・ホテルでゲイリー・ウィリアムソンとミズーリ州ミドル級王座決定戦を行い、初回TKO勝ちを収め王座を獲得した。
1992年2月22日、サンディエゴのサンディエゴ・スポーツ・アリーナでWBC世界スーパーウェルター級王者テリー・ノリスと対戦し、9回2分37秒TKO負けを喫し王座を獲得出来なかった。
1995年2月22日、ニューヨーク州ヘンリエッタのヘンリエッタ・ドームでセルヒオ・メディナとWBF世界ミドル級王座決定戦を行い、12回3-0(120-106、2者が120-104)の判定勝ちを収め王座を獲得した。
1995年6月16日、リヨンのパライス・デ・スポーツ・デ・ゲラルドでパーネル・ウィテカーの王座返上に伴うWBA世界スーパーウェルター級王座決定戦をフリオ・セサール・グリーンと行い、12回3-0（118-108、119-107、115-111）の判定勝ちを収め王座を獲得した。
1995年12月16日、フィラデルフィアのワコビア・スペクトラムでフリオ・セサール・バスケスと対戦し11回34秒TKO負けを喫し初防衛に失敗、王座から陥落した。
1997年3月29日、ラスベガス・ヒルトンでWBA世界スーパーウェルター級王者ローラン・ブードゥアニと対戦し、12回0-3（108-118、111-115、109-117）の判定負けを喫し1年3ヶ月ぶりの王座返り咲きとはならなかった。
2002年2月2日、レディングのサンタンデール・アリーナでWBA・WBC・IBF世界ミドル級王者バーナード・ホプキンスと対戦し、10回終了時にダニエルズが棄権した為階級制覇とはならなかった。
2004年12月10日、コネチカット州レッドヤードのフォックスウッズ・リゾート・カジノでWBC世界ミドル級ユース王者のチャド・ドーソンと対戦し、7回3分TKO負けを喫し王座を獲得できなかった。
2005年4月9日、モントリオールのモンレアル賭博場でジョアシャン・アルシーヌと対戦し、6回TKO勝ちを収めた。
2007年3月16日、マディソン・スクエア・ガーデンでアンディ・リーと対戦し、3回2分36秒KO負けを喫した。
2009年8月29日、デレク・エドワーズに6回TKO負けを喫した試合を最後に引退した。

## 獲得タイトル
- ミズーリ州ミドル級王座
- WBF世界ミドル級王座
- WBA世界スーパーウェルター級王座（防衛0）
- USBA全米スーパーウェルター級王座